# KWQ
KWQ（クワック）は、Appleによる、QtとKDEのサブセットの実装。macOS上でKHTMLを動作させるHTMLレンダリングエンジン、WebCore (en:WebCore) の構成要素の1つ。
BSDライセンスによってライセンスされている。
KWQを含めたWebCoreをmacOS以外のOSに移植することにより、他のOSでもKHTMLを使用したウェブブラウザを作成することができる。